# Pfarrkirche Weichstetten

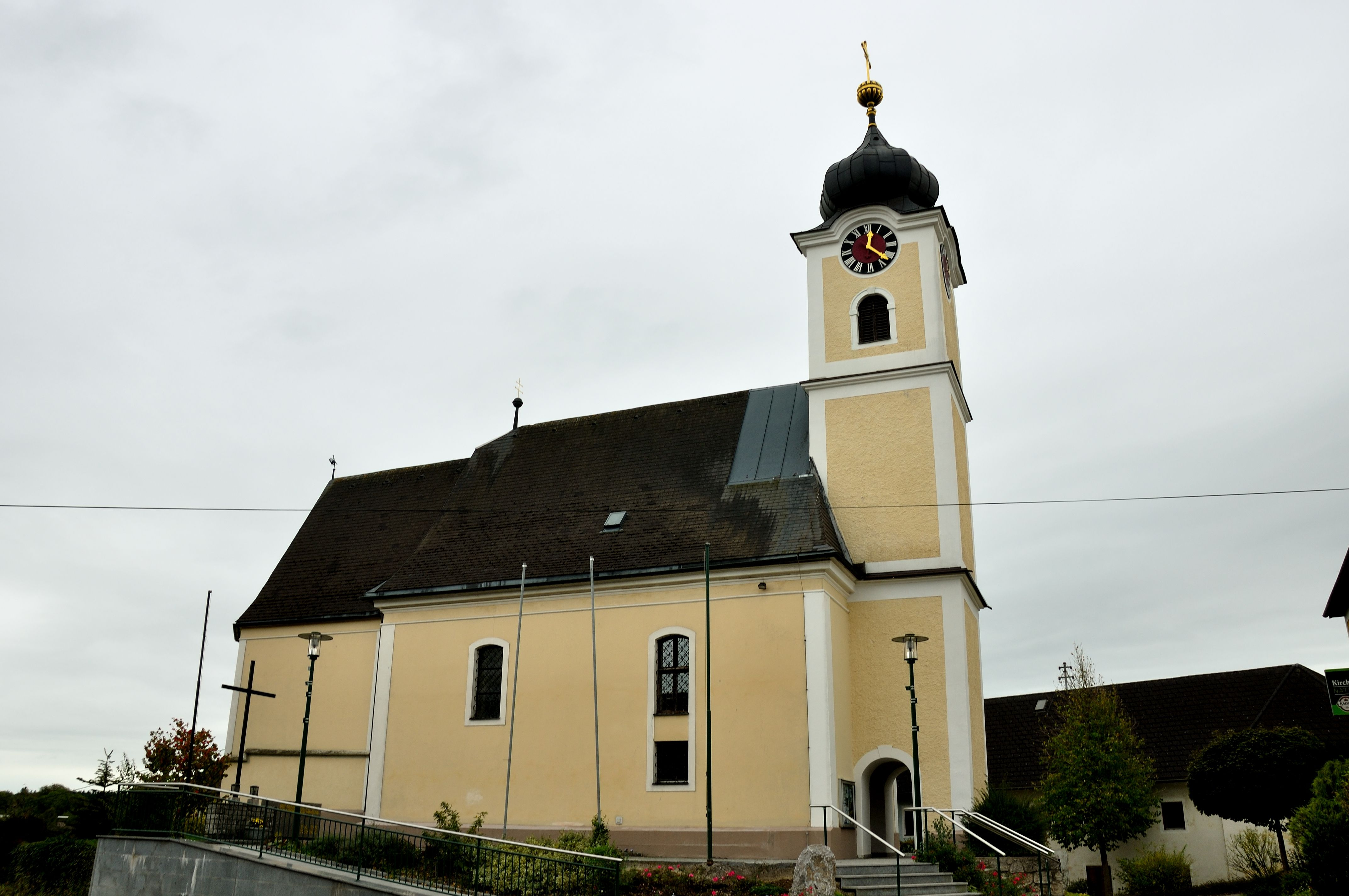
Pfarrkirche hl. Laurentius in Weichstetten

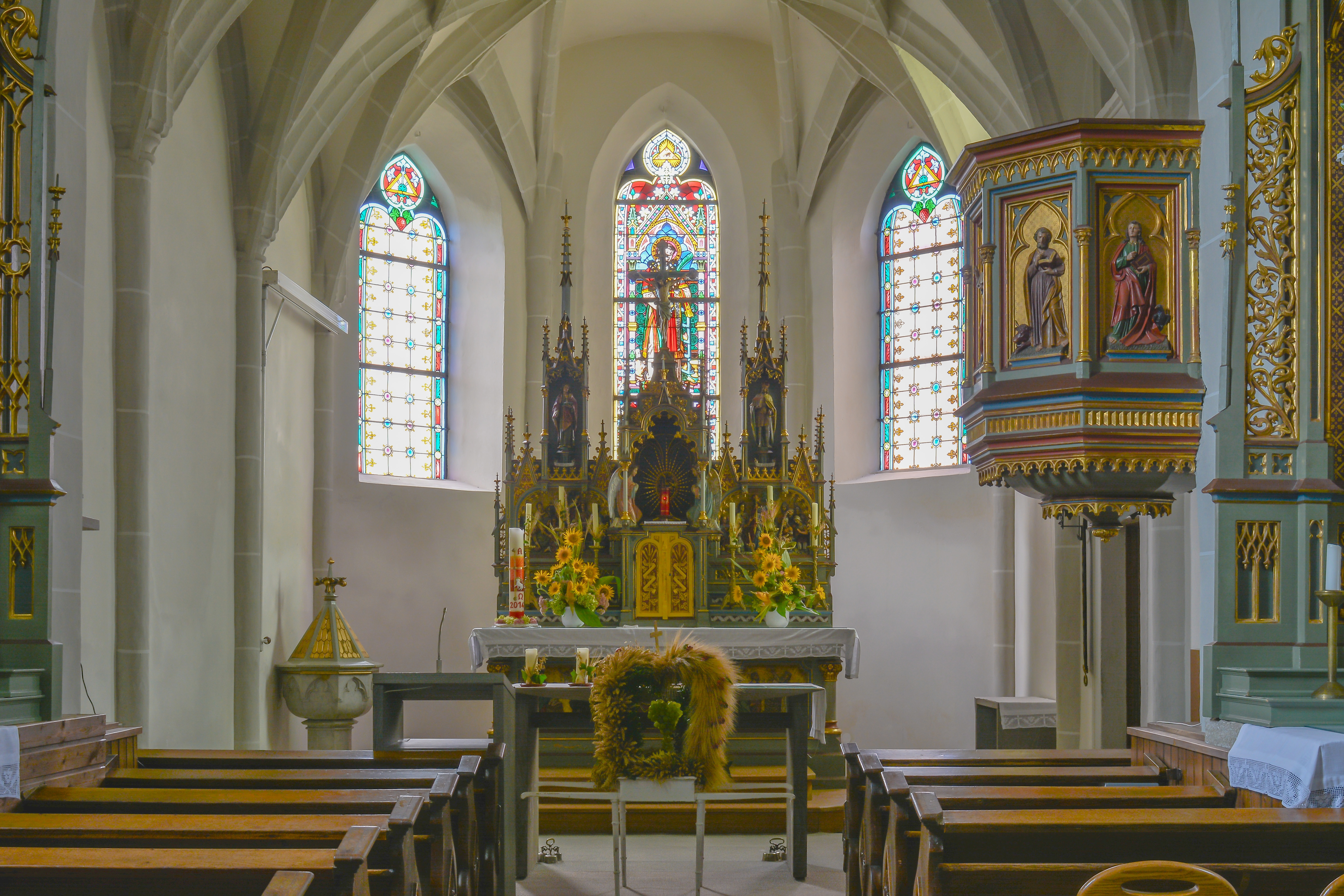
Innenansicht

Die Pfarrkirche Weichstetten steht im Ort Weichstetten in der Gemeinde St. Marien in Oberösterreich. Die römisch-katholische Pfarrkirche Laurentius von Rom gehört zum Dekanat Enns-Lorch in der Diözese Linz. Die Kirche und der ehemalige Friedhof stehen unter Denkmalschutz (Listeneintrag).

## Geschichte
Eine Kirche wurde 1275 urkundlich genannt. Der gotische Kirchenbau ist aus 1509. Das Langhaus wurde 1735 barockisiert. 

## Architektur
Der leicht eingezogene dreijochige netzrippengewölbte Chor hat einen Dreiachtelschluss und zeigt eine bemerkenswerte Rippenführung im Chorschluss. Das einschiffige zweijochige Langhaus mit böhmischen Kappen zeigt Stuckrahmen. Der Westturm trägt einen Zwiebelhelm.

## Ausstattung
Die Einrichtung ist neugotisch. Die Figurengruppe Schutzengel mit Kind ist aus dem dritten Viertel des 17. Jahrhunderts.
Das Taufbecken aus weißem Marmor wurde 1899 zum 100-jährigen Jubiläum angeschafft.

## Friedhof
Vor der Pfarrgründung im Jahr 1799 wurden die verstorbenen Weichstettner in Niederneukirchen begraben. Dann wurde, den Vorschriften entsprechend, ein neuer Friedhof etwa 250 Meter außerhalb des Ortskerns angelegt. In den 1920er-Jahren wurde der Friedhof in Folge der bischöflichen Visitation im Jahr 1918 zum ersten Mal erweitert. Auf Wunsch von Pfarrer Josef Mairanderl wurde 1977 eine neue Leichenhalle gebaut und der Friedhof nochmals erweitert. 2019 wurde das Priestergrab in eine moderne Gedenkstätte umgewandelt.